# Mosaic del Pla de l'Os
La Mosaic del Pla de l'Os, ou Paviment Miró, est une œuvre réalisée en 1976 par Joan Miró située sur La Rambla de Barcelone.
Elle est située à la Pla de l'Os (parfois traduit en plaça de l'os ou place de l'os).
La mosaïque s'inscrit dans le style de l'artiste : des couleurs élémentaires, le jaune, le bleu et le rouge, des formes simples, une forme circulaire.
Durant l'un des attentats des 17 et 18 août 2017 en Catalogne, une fourgonnette descend La Rambla en heurtant, blessant ou écrasant ou tuant les passants. Le véhicule s'arrête près de la Mosaic del Pla de l'Os qui devient un lieu de recueillement peu après.

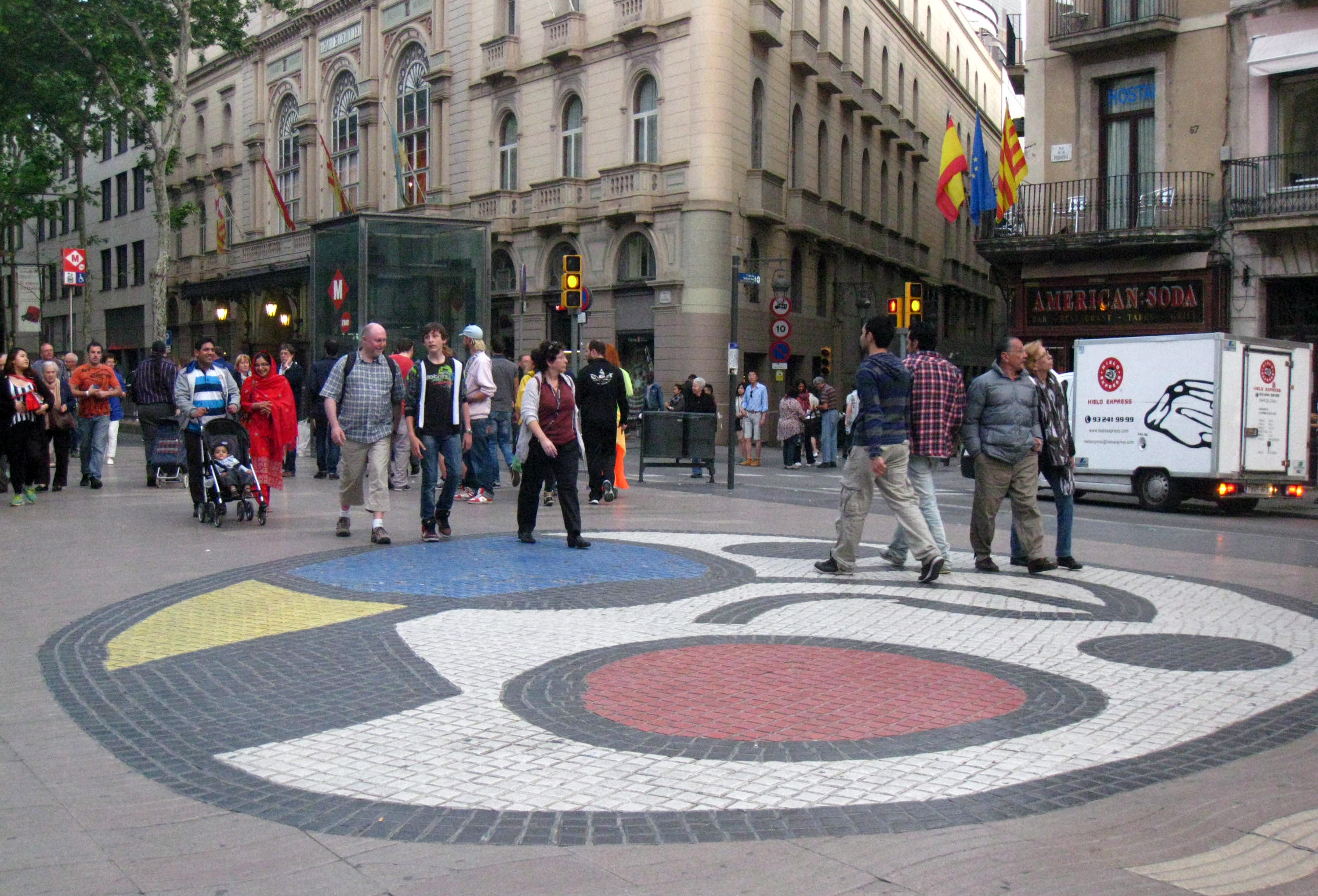
Mosaic del Pla de l'Os.